# Coucou shikra
Hierococcyx varius
Espèce
Synonymes
- Cuculus varius

Statut de conservation UICN

 LC  : Préoccupation mineure
Le Coucou shikra ou Coucou varié (Hierococcyx varius) est une espèce de coucou, oiseau de la famille des Cuculidae.

## Répartition
Son aire de répartition s'étend sur le Pakistan, l'Inde, le Népal, le Bhoutan, le Bangladesh et le Sri Lanka.

## Liste des sous-espèces
- Hierococcyx varius ciceliae (W.W.A. Phillips, 1949)
- Hierococcyx varius varius (Vahl, 1797)